# Faubourg Cérès
Le Faubourg Cérès est un quartier historique de Reims.
Il était situé au Nord de la ville et en périphérie de la deuxième enceinte médiévale.
Le périmètre des faubourgs de Reims, notion qui n’est plus utilisée de nos jours, est intégré au quartier Jean Jaurès – Cernay définit pour les conseils de quartiers.

## Histoire
Il doit son nom à la Porte Céres à Reims ou Porte de Trèves car cette route donnait accès à cette ville rhénane.
Cette porte est supposée être située sur l’actuelle Place Aristide-Briand à l'emplacement de l'ancienne porte Cérès de l'enceinte romaine de la ville.
Il s’est aussi appelé Bourg de Porte-Chacre, dérivé de la porte de la prison (Porta Carceris), car habituellement les portes des villes comportaient souvent une partie prison,.
Au XIIe siècle, les bourgs Céres et de Vesle se forment spontanément au-delà des portes Porte Cérès et de Soissons (ou Porte de Vesle) de la deuxième enceinte de Reims.
Le faubourg Céres est rasé une première fois en 1358 avant le siège de Reims par le roi Edouart III d’Angleterre qui voulait se faire sacrer Roi de France à Reims.
Un mur d’enceinte fut même construit autour de ce faubourg. 

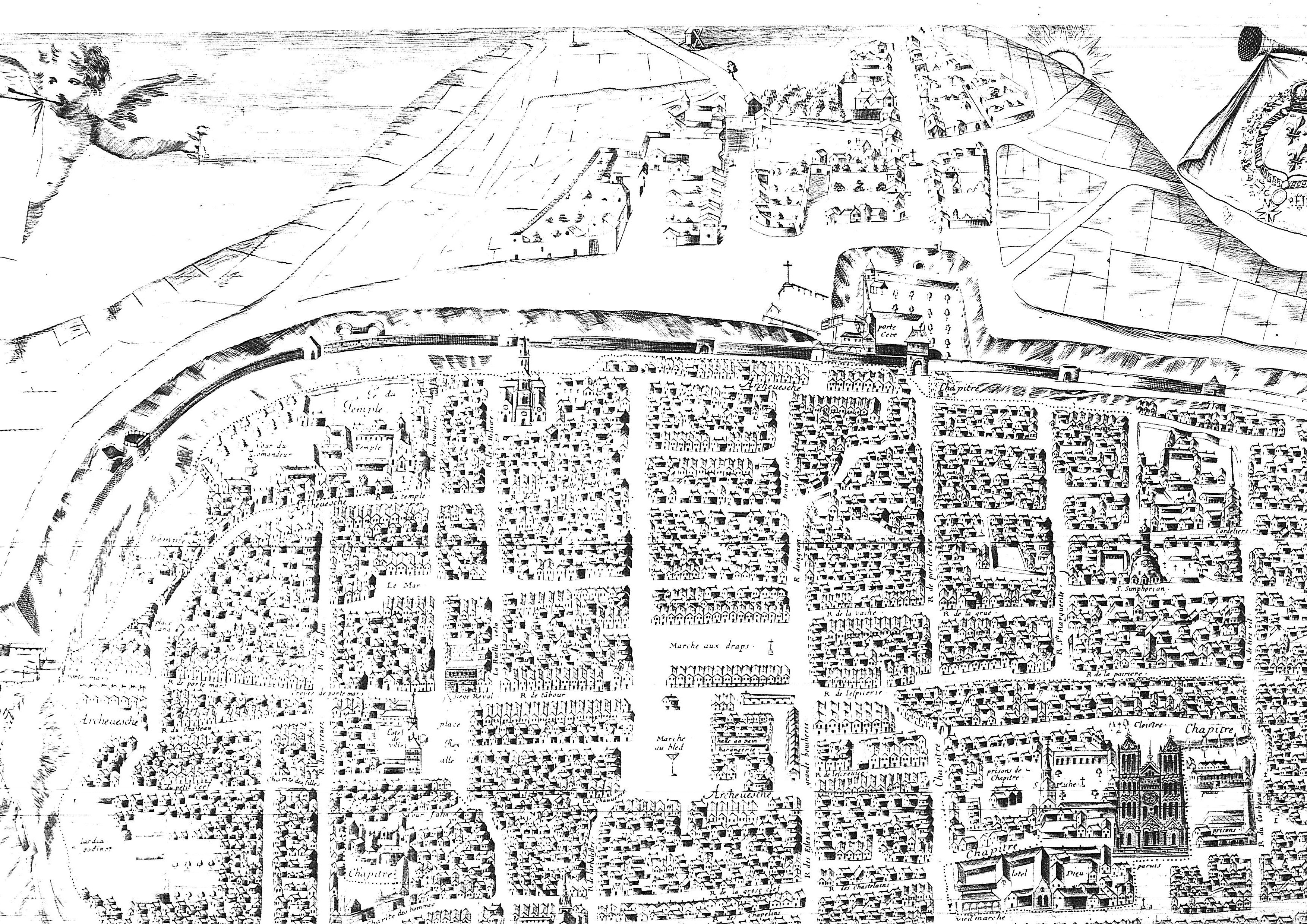
Porte et enceinte du faubourg Cérès.

.
Même destruction en 1476, mais cette fois pour défendre les intérêts de la ligue.
L’actuelle  Avenue Jean-Jaurès, anciennement rue du faubourg Cérès, en constituant longtemps l’artère principale jusqu’à la place Alfred Brouette. Un octroi a d’ailleurs été présent sur cette place.
Au XVIIIe siècle, Reims se redéveloppe hors de l’enceinte, par cette porte Cérès.
Plusieurs églises se sont succédé avant l’actuelle Église Saint-André de Reims achevée en 1865.
Le faubourg Cérès ne s’est pas industrialisé, mais a été au fil du temps, un lieu d’habitation et d’enseignement avec les différentes écoles publiques ou privées.

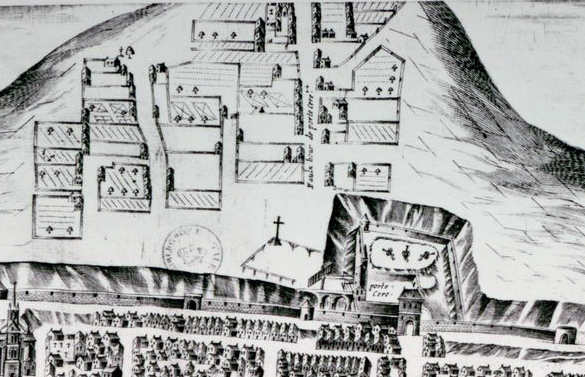
Porte et faubourg Cérès sur plan 1618 gravé par H.Picart.
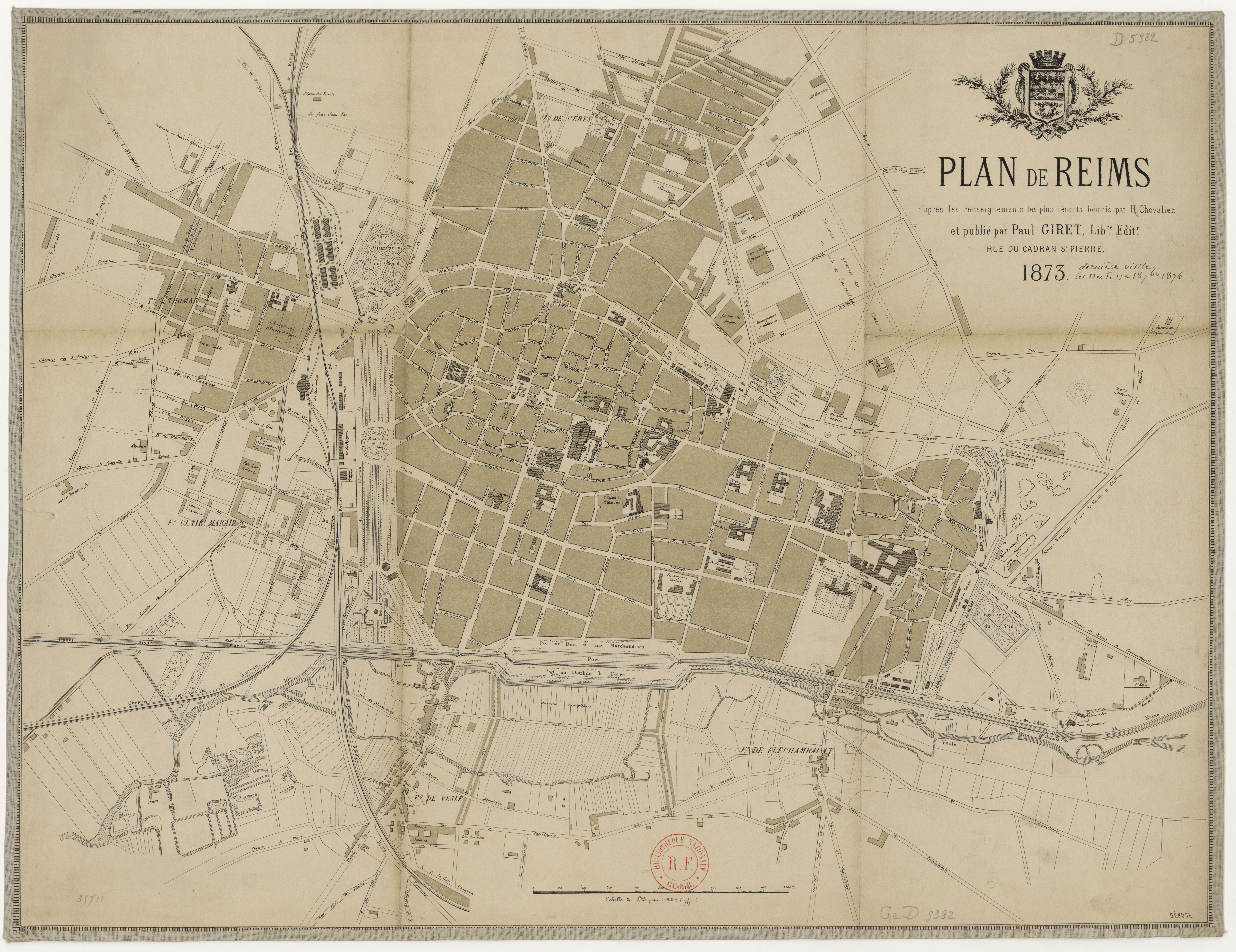
Faubourg Cérès sur plan H.Chevalier.